# لويد كولمان
لويد كولمان (بالإنجليزية: Lloyd Coleman)‏ هو سياسي أسترالي، ولد في 9 يوليو 1942. انتخب عضو المجلس التشريعي نيو ساوث ويلز.